# Juan Erasmo Mochi
Juan Erasmo "Mochi" (Barcelona; 24 de enero de 1943) es un cantautor español.

## Biografía
Juan Erasmo "Mochi" cuyo nombre completo es Juan Enrique Erasmo Pàmies, nació en Barcelona el 24 de enero de 1943. Hijo de padre mallorquín y madre catalana, es el mayor de cinco hermanos. Provenía de una familia acomodada, pues el padre era decorador, lo que sirvió para que el hijo viviese una vida bohemia durante su juventud, viajando por Europa con su guitarra e interpretando temas de Brassens y Brel. Llegó al mundo de la música gracias a su abuela que era concertista de arpa. Anteriormente, había realizado estudios de canto y solfeo, teniendo como profesora a Filomena Surinyach, muy conocida en su barrio.
En 1960 se fue a Palma de Mallorca donde contrajo matrimonio con una joven francesa. Esta unión, de la que nacieron tres hijos, Juan Enrique, Miguel Ángel e Ivo, apenas duró tres años. En la isla balear comenzó su andadura musical. Tras actuar un tiempo acompañado por el conjunto Los “Beta Cuartet”, forma el grupo musical “The Runaways”, que partieron a una gira por Alemania sin él, incorporando durante la misma a Mike Kennedy como vocalista y se pasaron a ser los míticos “Bravos”, que se convierten en auténticos ídolos del pop europeo. Tras esto se separa, y es contratado para protagonizar la película Megatón ye ye. Así comienza su carrera en solitario.
En 1965 participa  en el internacionalmente conocido Festival de la Canción de Mallorca, ganando el primero, segundo y cuarto premios, con los temas "Recordar", "Me lo dijo Pérez", y "La Canción de Mallorca".
Su primer contrato importante es para Televisión Española, como presentador del programa Escala en hi-fi, un show musical de gran éxito, al frente del cual permanecerá durante siete temporadas, marchándose del programa porque el realizador Fernando García de la Vega no le pagaba. Su éxito como conductor de programas se vio consolidado por la misma cadena que lo contrató a fin de presentar sucesivamente los ya míticos Hoy también es fiesta, y Buenas tardes.
Su vida sentimental se rehace en Madrid, junto a la popular presentadora de TVE Patricia Nigel, de cuya unión, que duró once años, nació en 1971 su hija Eva.
Su popularidad como cantante y presentador en programas de televisión, hace que el mundo del cine se interese por él, así protagoniza sucesivamente varias superproducciones, Megatón YeYé, un clásico del cine que representó a España en el Festival de Cine de San Sebastián y La viudita. También participa en la producción colombiana Área Maldita.
Su última aparición cinematográfica, junto a Eusebio Poncela, es en el largometraje La sombra de Caín, que ha supuesto su tan aclamado regreso al cine, tras lo cual, interpreta un papel principal junto a Pepe Sancho, en el último capítulo de la conocida y exitosa serie Antivicio para TV.
Juan Erasmo Mochi no sólo se ha dedicado a cantar, como el polímata que es, también su inspiración como compositor ha sido valiosa en su carrera multidisciplinar. Sus trabajos se han escuchado en voces de gran calibre como Nino Bravo, Manolo Otero, Bertín Osborne, Sara Montiel, Joselito y otros más. Su gran voz y excelente presencia le han ayudado para realizar una carrera de más de cincuenta años y siempre manteniendo sus magníficas facultades. 
Entre sus grandes éxitos se pueden mencionar “Gitanito”, “Mamy Panchita”, “Los que se van”, “La palabra” y “Un camino hacia el amor”, con el que consiguió el primer premio en el festival de Benidorm, demostrando sus extraordinarias cualidades vocales y su genialidad como compositor. Éxitos que le han valido para su reconocimiento a nivel internacional, tras haber ocupado puestos relevantes en Billboard y otras listas internacionales, formando parte de un legado irrepetible para la historia de la música. "Los que se van" fue un gran éxito en Angola, donde aún se le recuerda por esto.
Durante estos años viajó por Hispanoamérica, realizando presentaciones multitudinarias, hasta que en 1984 regresó a España y allí, dejando un poco de lado sus presentaciones personales comienza como productor musical de otros artistas.
Mientras en España su fama está acompañada de temas divertidos y festivaleros que se convirtieron en himnos para toda una generación, como “El Lagartija”, “Carita mimada”, “Los que se van” y otros dentro de esa línea, en Latinoamérica es la cara opuesta, pues es un romántico perfecto y entre sus temas estrella están “Que hay en tu mirada”, “Si la invitara esta noche”, "Cascabel", "Cada día te amo más", "Amor desesperado", “Amada mía” y “Un camino hacia el amor”, entre otros muchos éxitos que a día de hoy todos recordamos con cariño y emoción, y que aún influyen en las vidas del público de todo el continente americano, donde se le considera un referente y un artista de culto.
Los comienzos de Juan Erasmo Mochi, se ven marcados por la época de los festivales donde su presencia es siempre arrasadora, ganando tres primeros premios en el ya mencionado Festival internacional de Palma de Mallorca y posteriormente el primer premio del Festival de Benidorm con “Un camino hacia el amor”, y el de la Paz con “La palabra”, ambas canciones compuestas por él.
En el año 1977, para disgusto de su público español que le adoraba, abandona España para trasladarse a los Estados Unidos y reside durante ocho años en distintos países de América donde sigue desarrollando todas sus actividades artísticas.
Al final de la década de 1970 se afinca en Colombia, y tras separarse amistosamente de Patricia, con la que en la actualidad sigue manteniendo una entrañable relación de amistad y afecto, contrae matrimonio con la actriz colombiana Ana Linda Zago, con la que tiene dos hijas, Ania y Verónica. Durante su estancia en el continente americano, sigue desarrollando con gran éxito sus actividades como cantante y compositor, realizando continuas y multitudinarias actuaciones por Chile, Venezuela, Colombia, EE. UU., México, Panamá y Ecuador.
En 1984 regresa a España con gran clamor del público español, donde se dedica casi exclusivamente a la producción musical de otros artistas, como Los Chichos, Paolo Salvatore, Silvia Tortosa, María Jiménez, Sara Montiel, Joselito, Rosa Valenty (para quien escribe la comedia musical Rosa de noche, estrenada con un éxito arrollador en Madrid en el Music Hall Pasapoga, permaneciendo durante seis meses en cartel), Mari Trini, Betty Missiego, etc., retirándose momentáneamente de los escenarios, pese a que se encontraba en el cenit de su carrera, harto de ver como se estrellaban sus ilusiones y las de los artistas contra el muro de la ineptitud de las discográficas.
La vida de Juan Erasmo Mochi se ha visto marcada por trágicos sucesos, como el fallecimiento de su padre y el suicidio de su hijo mayor Juan Enrique en el año 1997, lo que hacen que se refugie más que nunca en su música y decida grabar de nuevo, esta vez, para sí mismo. Fruto de esa decisión nace Latidos, un disco con sabor latino inspirado en el ritmo caliente de los latidos de un corazón repartido entre España y América. Además se trata de un disco en el que muestra su preocupación y compromiso por la paz, como se demuestra a través de una hermosa canción “La palabra por la paz”, cuyos derechos cedió íntegramente a la Asociación “Víctimas del Terrorismo”.
Tras componer junto a Benjamín Torrijo y Ana Linda Zago todos los contenidos musicales de Faunia, el nuevo parque biológico de Madrid, presentó una nueva producción discográfica bajo el título de Canto a los que me cantan a modo de homenaje a los intérpretes que han grabado sus canciones, donde nos ofrece su propia versión de algunos de esos temas.
En los últimos años su interés y afición por el teatro, le llevan a escribir, dirigir y representar diversos espectáculos musicales. Por un lado, junto a Betty Missiego, Alfonso Pahino y Silvia Tortosa, forma una compañía musical que, con el nombre de “Estrellas de siempre” presenta un homenaje a Cecilia y Nino Bravo en el espectáculo Están aquí. Simultáneamente, junto a Silvia Tortosa, escribe, dirige y protagoniza la comedia musical La pulga (un cuento de cuplés picantes), a la vez que sigue desarrollando sus facetas de intérprete, compositor y productor musical.
En otra de sus múltiples facetas artísticas, Juan Erasmo se embarca en la fascinante aventura de descubrir la vida de un gran poeta. A través de un diálogo con el espíritu de Gustavo Adolfo Bécquer (al que da vida con su voz el periodista y escritor Alfonso Eduardo) recorre con un éxito arrollador, recitando, el intenso panorama de las rimas, con fondos musicales originales, en el espectáculo teatral Nuestras dos almas. Los poemas han sido editados en formato CD por la Sociedad General de Autores a través de la Central digital.
Como es un espíritu inquieto, en la actualidad ya ha creado otra comedia musical en la que, en clave de humor y bajo el título de Con el amor me lío, junto a Silvia Tortosa, que asume en esta obra un papel arriesgado y escabroso a través de un triángulo amoroso, interpretan los boleros y rancheras más famosos de todos los tiempos, valiéndoles a ambos el reconocimiento de la crítica y varios premios a nivel internacional.
Al cumplirse 50 años desde sus comienzos en el mundo del espectáculo, lo celebra presentando en la SGAE un doble CD recopilatorio de sus grandes éxitos y un nuevo trabajo titulado Bailando con México. Componer, actuar, producir y dirigir siguen siendo las constantes en la vida de Juan Erasmo, siempre con la misma ilusión que le caracteriza.
Ha seguido participando en mil y una iniciativas. La última, una canción titulada Botafumeiro, con la que quiere echar una mano para mitigar los efectos de la pandemia sobre el Camino de Santiago. Tiene un canal en YouTube y se ocupa de que sus creaciones estén en todas las plataformas digitales.